# NGC 378
NGC 378 é uma galáxia espiral barrada (SBc) localizada na direcção da constelação de Sculptor. Possui uma declinação de -30° 10' 41" e uma ascensão recta de 1 horas, 06 minutos e 12,0 segundos.
A galáxia NGC 378 foi descoberta em 28 de Setembro de 1834 por John Herschel.